# Compagnie Fracasse
 (janvier 2013).
La Compagnie Fracasse est une compagnie théâtrale.
Créée en 1986 par Jean-Marie Lecoq et Louis Dunoyer de Segonzac, elle s'est consacrée pendant dix années au théâtre musical chanté.

## Historique
Elle a vu le jour à Tarbes, ville natale de Théophile Gautier, en avril 1986, au Théâtre des Nouveautés, avec la création du Capitaine Fracasse (livret de Jean-Marie Lecoq, d'après Théophile Gautier, musique de Louis Dunoyer de Segonzac). 
L'œuvre était interprétée par dix comédiens-chanteurs (Frédéric Vandendriessche, Jocelyne Sand, Sophie Calmel, Lise Durand, Jean-Marie Lecoq, Pierre Reggiani, Claude Legendre, Bonnafet Tarbouriech et Gilles Butin) accompagnés par quatre musiciens (Isabelle Grandet, Patrick Couffignal, Patrick Sabaton et Louis Dunoyer de Segonzac). 
Le spectacle fut repris à l'Opéra d'Angers et à la Maison de la Culture de La Rochelle avant d'être représenté à Paris, au Théâtre de la Renaissance. Par la suite, il connaîtra une carrière qui l'emmènera en tournée à travers la France, l'Europe et l'Afrique, avant d'être repris à Paris au Théâtre Déjazet. Une nouvelle version de ce Capitaine Fracasse musical verra le jour en 1993, sous un chapiteau planté dans le Parc André Malraux de Nanterre, dans une production à grand spectacle mettant en scène chevaux et cavaliers, attelages et décors roulants, acrobates, jongleurs, danseurs de corde et cascadeurs.
Le second spectacle musical de la Compagnie Fracasse fut Le Tour du Monde en 80 jours (livret de Jean-Marie Lecoq, d'après Jules Verne, musique de Louis Dunoyer de Segonzac). 
La création eut lieu à la Maison de la Culture de Chambéry en septembre 1987, suivie d'une reprise à l'Opéra d'Angers puis à Paris, au Théâtre Déjazet. Le spectacle connaîtra plus de deux-cents représentations à travers la France, l'Europe et l'Afrique. En 1994, un an après la version Chapiteau du Capitaine Fracasse, Le Tour du Monde en 80 jours sera à son tour représenté dans une mise en scène à grand spectacle, dans le même chapiteau planté dans le Parc André Malraux de Nanterre, avec des artistes de cirque, des danseurs, des chevaux et des dromadaires.
Le troisième opus de la Compagnie Fracasse fut Christophe Colomb (livret de Jean-Marie Lecoq, musique de louis Dunoyer de Segonzac). Il fut créé en septembre 1990 au théâtre du Casino d'Enghien, repris à l'Opéra d'Angers puis à Paris, au Théâtre Déjazet. Ce spectacle reçut le Molière 1991 du meilleur spectacle musical [réf. nécessaire]. C'est à l'occasion des représentations parisiennes de Christophe Colomb que Louis Dunoyer de Segonzac reçoit de la SACD le prix Maurice Yvain 1991, remis dans le cadre du MIDEM de Cannes.
Christophe Colomb fut suivi des Empires de la Lune (livret de Jean-Marie Lecoq, librement inspiré de Cyrano de Bergerac, musique de Louis Dunoyer de Segonzac). Ce spectacle musical fut créé en 1993 à la Comédie de Picardie, à Amiens, repris à l'Opéra d'Angers, puis à Paris, au théâtre Déjazet.
Entre 1986 et 1995, la Compagnie Fracasse se sera produite dans une trentaine de pays, pour un total d'environ huit-cents représentations. Le plus souvent, la forme employée mettait en scène une dizaine de comédiens-chanteurs et quatre à six musiciens. L'utilisation d'instruments acoustiques, de voix non sonorisées et d'une écriture vocale très polyphonique caractérisait les œuvres écrites par Jean-Marie Lecoq (livret) et Louis Dunoyer de Segonzac (musique).
À partir de 1993, les spectacles ont connu une nouvelle existence, dans des productions utilisant un orchestre plus nombreux, des voix amplifiées et des mises en scène à grand spectacle, dans un chapiteau mêlant artistes lyriques, comédiens, musiciens, artistes de cirque, chevaux, attelages et décors roulants.